# Acide risédronique
L'acide risédronique (DCI) ou le risédronate de sodium (USAN) est un bisphosphonate utilisé pour fortifier les os, traiter et prévenir l'ostéoporose et traiter la maladie de Paget. Il est produit et vendu par Warner Chilcott, Sanofi et au Japon par Takeda sous les noms Actonel, Atelvia et Benet. Il est aussi vendu sous la forme de préparation comprenant un complément en carbonate de calcium sous le nom Actonel with Calcium.

## Efficacité
Une étude japonaise en 2006 démontre qu'après l'administration de risedronate pour une période de 12 mois, une augmentation dans la qualité de vie est constatée chez les patients avec une ostéoporose primaire, ainsi qu'une amélioration du métabolisme osseux chez ces personnes. 